# Fa thứ
Fa thứ (viết tắt là Fm) là một cung thứ dựa trên nốt Fa (F), bao gồm các nốt: Fa (F), Sol, La giáng (A♭), Si giáng (B♭), Đô (C), Rê giáng (D♭), Mi giáng (E♭) và Fa (F). Bộ khóa của  nó có 4 dấu giáng.
Trùng với cung Fa thứ chính là cung Mi thăng thứ (viết tắt là E♯m), dựa trên nốt Mi thăng (E♯), bao gồm các nốt Mi thăng (E♯), Fa thăng kép (F), Sol thăng (G♯), La thăng (A♯), Si thăng (B♯), Đô thăng (C♯), Rê thăng (D♯) và Mi thăng (E♯). Bộ khóa của nó 7 dấu thăng và 1 dấu thăng kép.
Cung thể tương đương (relative key) với nó là cung La giáng trưởng và cung thể cùng bậc (parallel key) với nó là cung Fa trưởng.
Fa thứ thường được sử dụng khi viết về nềm đam mê. Hai tác phẩm nổi tiếng viết ở cung này là bản Appassionata Sonata của Beethoven, và Giao hưởng số 49, cung Fa thứ, La Passione của Haydn.

## Một số tác phẩm viết ở cung này
- Smells Like Teen Spirit - Nirvana
- Holiday - Green Day
- Blvd. of Broken Dreams - Green Day
- This Masquerade - Carpenters
- Gone Away - The Offspring
- Dammit I Changed Again - The Offspring
- Just The Two of Us - Grover Washington, Jr.
- The World Is Not Enough - Garbage
- Dream On - Aerosmith
- Because Of You - Kelly Clarkson
- Come Back - J. Geils Band
- Nature's Law - Embrace
- Papa Don't Preach - Madonna
- Rồi tới luôn - Nal
- Romance giọng Fa thứ - Pyotr Ilych Tchaikovsky
- Stayin' Alive - Bee Gees
- "Green Onions" - Booker T và the MG's
- Ca-chiu-sa - Matvey Blanter
- Sonata cho Dương cầm số 23 - Ludwig van Beethoven

#### Frédéric Chopin
- Ballade số 4, Op. 52
- Fantaisie cung Fa thứ, Op, 49
- Trois nouvelles études, No. 1
- Khúc luyện Op. 10, số 9
- Khúc luyện Op. 25, số 2
- Prelude Op. 28, No. 18
- Concerto số 2 cho piano, Op. 21
- Nocturne cung Fa thứ, Op. 55 số 1
- Mazurka, Op. 63 số 2
- Mazurka, Op. 68 số 4 (sau khi mất)